# Orlov (diamante)
Il diamante Orlov (a volte scritto come Orloff e di recente indicato anche come il ritrovato Gran Mogol) è un celebre diamante di origine indiana e di colore bianco-azzurro.
È incastonato nello scettro imperiale di Caterina la Grande, ed è custodito al Cremlino di Mosca, in Russia. 

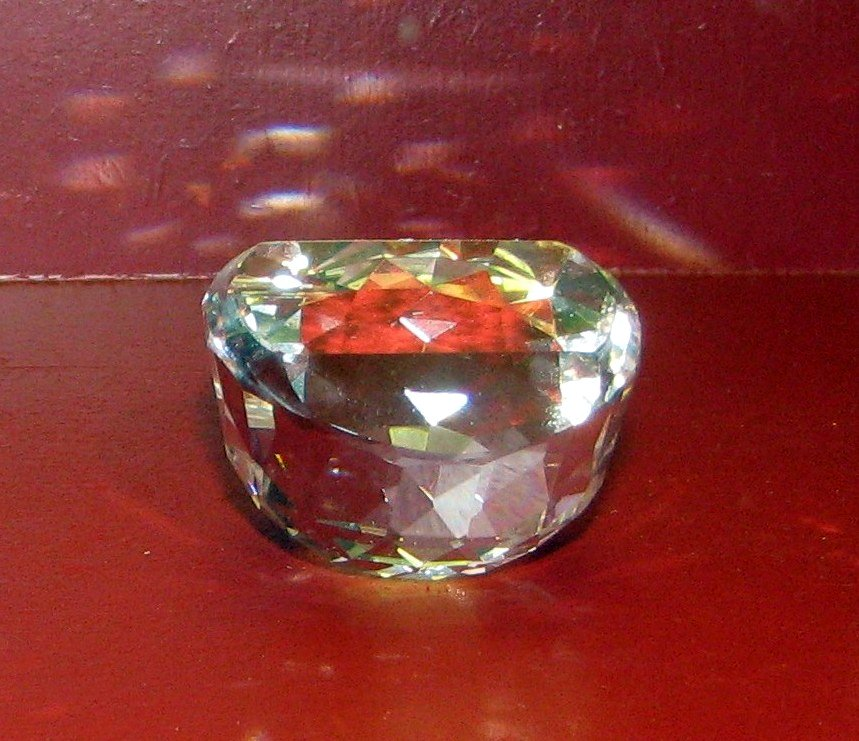
Copia in vetro del diamante Orlov

## Storia

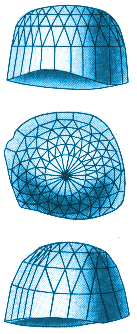
Schizzo dell'Orlov, tratto da Precious Stones di Max Bauer, 1904

Il diamante Orlov è un diamante del peso di circa 190 carati (38 g), taglio a rosa indiana descritto come "simile per forma e proporzioni a un mezzo uovo di gallina", e di colore bianco con sfumature azzurro/verdi.
Secondo la leggenda, l'Orlov fu estratto nel XVII secolo dalle miniere del Golconda, in India. Nel 1747, fu trafugato da un disertore francese delle Guerre del Carnatic, che, travestito da fedele indù, lo rubò da un tempio di Srirangam, dove era incastonato nell'occhio di una delle statue delle divinità. Data la coincidenza nella descrizione e nella data di sparizione, la maggior parte degli studiosi oggi ritiene che la pietra fosse in realtà il perduto Gran Mogol, un diamante in origine proprietà dell'Imperatore Mogul Shah Jahan e di cui vennero perse le tracce proprio nel 1747.
La successiva comparsa del diamante è ad Amsterdam negli anni '70 del XVIII secolo. Proprietà di un ricco mercante iraniano di nome Shaffrass, venne venduto al conte russo Grigory Grigorievich Orlov tramite il suo agente Ivan Lazarevich Lazarev, al prezzo di 1,4 milioni di fiorini olandesi. Da quel momento la gemma prese il nome di Diamante Orlov.
Orlov regalò il diamante alla zarina Caterina la Grande di Russia, con cui aveva avuto una relazione romantica, nel tentativo di recuperarne il favore. Anche se non ebbe successo nel recuperare la relazione, Caterina gli elargì numerosi doni in cambio del diamante, fra cui il Palazzo di Marmo. 

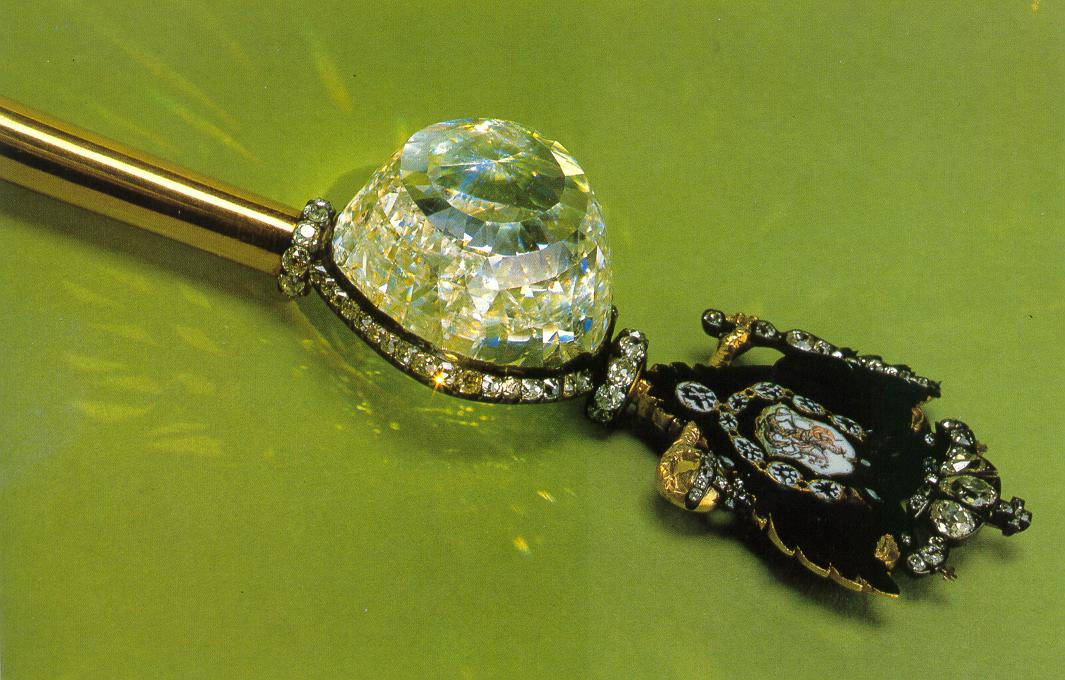
L'Orlov incastonato nello scettro imperiale di Russia

Nel 1774, Caterina commissionò per sé un nuovo scettro imperiale, il cui design doveva incorporare il diamante.
Il diamante è ancora incastonato nello scettro, che fa parte del Fondo dei Diamanti del Cremlino di Mosca ed è esposto come parte dei Gioielli della Corona Imperiale Russa.